# オクセンデン準男爵
オクセンデン準男爵（オクセンデンじゅんだんしゃく、英: Oxenden baronets）は、イングランドの準男爵位。1678年に創設され、1924年に廃絶した。

## 歴史
ケント州出身で清教徒革命期から1660年仮議会まで庶民院議員を務めたヘンリー・オクセンデン(1614–1686)は、1660年6月9日に騎士爵に、1678年5月8日に準男爵に叙された。
その息子にあたる2代準男爵サー・ジェームズ・オクセンデン(1641–1708)は父の存命中の1672年3月22日に騎士爵に叙された後、サンドウィッチ選挙区とケント選挙区から選出されて庶民院議員を務めた。
その弟にあたる3代準男爵サー・ヘンリー・オクセンデン(1645–1709)はボンベイ総督を務めた人物で、兄の死後に準男爵位を継承したが、わずか1年後に死去した。
その弟の息子にあたる4代準男爵サー・ヘンリー・オクセンデン(1690–1720)は1713年から1720年までサンドウィッチ選挙区の代表として庶民院議員を務めた。
その弟にあたる5代準男爵サー・ジョージ・オクセンデン(1694–1775)は兄の死後準男爵位を継承し、サンドウィッチ選挙区の補欠選挙にも勝利して1754年まで庶民院議員を務めた。このほか、下級海軍卿（Lord of the Admiralty）、下級大蔵卿（Lord of the Treasury）を歴任した。
その次男にあたるジョージ・オクセンデンは遠戚の第2代準男爵サー・バジル・ディックスウェルの遺言状に基づきブルーム・パークの地所を継承して、姓をディックスウェルに改めたが、1753年に父に先立って死去すると、その遺言状に基づき父である5代準男爵がブルーム・パークを継承した。5代準男爵は即座にブルーム・パークを長男でのちに6代準男爵となるヘンリー・オクセンデン(1721–1803)に譲った。
6代準男爵の曽孫にあたる10代準男爵サー・パーシー・ディックスウェル・ノウェル・オクセンデン(1838–1924)は襲爵以前の1890年にディックスウェルを姓に加えた。10代準男爵は息子バジル・ヘニッジ・ディックスウェル・ディックスウェル＝オクセンデン(1874–1919)に先立たれ、1924年に死去すると準男爵位は廃絶した。

## （ディーンの）オクセンデン準男爵（1678年）
- 初代準男爵サー・ヘンリー・オクセンデン（英語版）（1614年 – 1686年）
- 第2代準男爵サー・ジェームズ・オクセンデン（英語版）（1641年 – 1708年）
- 第3代準男爵サー・ヘンリー・オクセンデン（英語版）（1645年 – 1709年）
- 第4代準男爵サー・ヘンリー・オクセンデン（英語版）（1690年 – 1720年）
- 第5代準男爵サー・ジョージ・オクセンデン（英語版）（1694年 – 1775年）
- 第6代準男爵サー・ヘンリー・オクセンデン（1721年 – 1803年）
- 第7代準男爵サー・ヘンリー・オクセンデン（1756年 – 1838年）
- 第8代準男爵サー・ヘンリー・チャッドリー・オクセンデン（1795年 – 1889年）
- 第9代準男爵サー・ヘンリー・モンタギュー・オクセンデン（1826年 – 1895年）
- 第10代準男爵サー・パーシー・ディックスウェル・ノウェル・ディックスウェル＝オクセンデン（1833年 – 1924年）